# Шнипово
Шнипово (бел. Шніпава) — деревня в Волковысском районе Гродненской области Беларуси. Входит в состав Субочского сельсовета.

## География
Деревня находится в юго-западной части Гродненской области, вблизи истока реки Волпянки, при автодороге Н-7648, на расстоянии приблизительно 11 километров (по прямой) к северо-западу от города Волковыск, административного центра района. Абсолютная высота — 177 метра над уровнем моря. Площадь населённого пункта — 0,2241 км².

## История
По состоянию на 1905 год, в Шнипове проживало 110 человек. В административном отношении деревня входила в состав Росской волости Волковысского уезда Гродненской губернии.
Согласно Рижскому мирному договору (1921), деревня вошла в состав Второй Польской республики. Входила в состав гмины Терешки Волковысского повета Белостокского воеводства. В 1921 году числилось 66 жителей, проживавших в 23 домах. В этническом составе населения того периода поляки составляли 100 %. В конфессиональном составе православные христиане составляли 87,9 % населения деревни, католики — 12,1 %.
С 1939 года в БССР. До 2003 года входила в состав Верейковского сельсовета.

## Население
По данным переписи 2019 года, в деревне проживал 21 человек.
| Год  | Население, человек |
| ---- | ------------------ |
| 1905 | 110                |
| 1921 | ↘ 66               |
| 2009 | ↘ 38               |
| 2019 | ↘ 21               |